# Famille d'Abbeville
La famille d'Abbeville est une famille noble de Picardie éteinte dont les terres se situaient principalement dans le Ponthieu entre le XIe et le XVe siècle.

## Origines
La maison d'Abbeville est issue d'Enguerrand d’Abbeville, seigneur de Tuncq, vivant au XIe siècle. Selon Saint-Allais, cet Enguerrand serait fils de Guy de Ponthieu, second fils du comte Hugues Ier de Ponthieu, qui finit par prendre l'habit à Saint-Riquier pour devenir abbé de Forest-l'Abbaye. Mais si des documents mentionnent un Guy frère du comte Enguerrand Ier de Ponthieu qui fut abbé de Saint-Riquier, aucun document ne lui mentionne d'enfants. Les plus anciens documents cités par Saint-Allais et concernant la maison d'Abbeville remontent à 1123. Seules l'onomastique et la proximité géographique suggèrent la parenté avec la maison de Ponthieu. Un autre auteur, René de Belleval, ne fait remonter la maison qu'à Hugues d'Abbeville, à la fin du XIe siècle. Les études récentes n'ont pas permis de confirmer ou d'infirmer ce lien entre les maisons de Ponthieu et d'Abbeville.

## Branches

### Branche aînée d'Abbeville
Le chevalier Enguerrand d’Abbeville, fut seigneur de Tuncq, et fut le père de : 
- Thibaut d’Abbeville, seigneur de Tuncq. Il est cité dans une charte de confirmation d'Enguerrand, évêque d'Amiens, signée en 1123 et enregistrée à la Chambre des Comptes. Il fut le père de :
- Hugues Ier d’Abbeville, qui eut deux fils : 
  - Simon, qui suit,
  - Odenlard ou Oeullard
- Simon Ier d’Abbeville, fut le père de :
- Rorgon d’Abbeville. Saint Bernard de Clairvaux écrivit à son propos : viro illustri, et jam quoque nobis dillecto, Rorgoni de Abbatis-Villa[6]. Rorgon fut le père de :
- Girard Ier d’Abbeville, seigneur d’Abbeville, seigneur de Tuncq, cité dans la charte de fondation de l'Hôtel-Dieu d'Abbeville faite par Jean Ier, comte de Ponthieu en 1158. Il fut le père de :
- Gui ou Guillaume d'Abbeville, qui épousa Ide de Boubers, et eut :
  - Girard II, seigneur de Boubers, auteur de la branche aînée
  - Guillaume, seigneur de Tuncq et de Vitz-lès-Willancourt, auteur de la branche cadette,
  - Vautier
  - Jean, cardinal
  - Ganfri, chanoine à Amiens

### Branche aînée de Boubers
Cette branche n'a jamais porté le nom d'Abbeville après Girard II, mais seulement celui de Boubers ou Bouberch
- Girard II, seigneur de Boubers, épousa Agnès d'Auxi, et eut :
- Jean d'Abbeville, seigneur de Boubers, père de :
- Guillaume d'Abbeville, seigneur de Boubers, mort en 1316, père de :
- Ringoix d'Abbeville, capturé par les Anglais au cours de la guerre de cent ans et mort noyé à Londres en 1364, père de :
- Girard III d'Abbeville, seigneur de Boubers et de Domvast, qui prêta serment au roi Charles V en 1367. Il fut le père de :
  - Louis, qui suit
  - Jean, seigneur de Chepy, auteur d'un rameau
- Louis d'Abbeville, seigneur de Boubers et de Domvast, marié à Jeanne d'Eudin (fille d'Enguerrand d'Eudin et de Jeanne de Châteauvillain), père de :
  - Edmond, qui suit
  - Jean, seigneur de Gapennes, marié à Jeanne de Haveskerke, d'où Catherine d'Abbeville, dame de Gapennes, mariée en 1426 avec Antoine I de Wissocq, seigneur de Tannay.
- Edmond d'Abbeville, seigneur de Boubers et de Domvast, marié à Jeanne de Rely, dame de Caumont. Il fut le dernier de sa branche, ne laissant que des filles :
  - Jeanne d'Abbeville, dame de Boubers, de Domvast et de Caumont, mariée à Jean IV de Melun ( † 15 février 1484), fils aîné de Hugues Ier, seigneur d'Antoing et d'Épinoy, vicomte de Gand, seigneur de Rosny, de Beaussart et de Sottegem, conseiller et chambellan du duc de Bourgogne, gouverneur de Douai, chevalier de la Toison d'or (1432)
  - Jeanne d'Abbeville, femme de Jean, sire de Bernieulles.
  - Ide, mariée à Michel, prince de Ligne. De cette alliance descendent toutes les grandes Maisons d'Europe, dont Elisabeth de Wittelsbach, dite et plus connue sous le nom de " SISSI "

#### Rameau de Chépy
- Jean, seigneur de Chépy, fut père de :
- Perrotin d'Abbeville, seigneur de Chépy, marié à Louise de Nielles, père de :
- Philippe d'Abbeville, mort en 1484, seigneur de Chépy, marié à Ade Boussard, père de :
  - Louis, qui suit
  - Jeanne, marié à Pierre Le Vasseur (v. 1400 † 1486)
- Louis d'Abbeville, seigneur de Chépy, marié à Antoinette, dame de Biencourt, père de :
  - Jeanne, mariée à Charles de la Motte, seigneur de Ville
  - Marguerite, mariée à Jean de Monchy, seigneur de Senarpont

Les seigneurs de Chepy de la maison d'Abbeville portaient comme armoiries : d'or à trois écussons de gueules posés, au lambel de cinq pièces d'azur

### Branche cadette de Tuncq
- Guillaume d'Abbeville, seigneur de Tuncq et de Vitz-lès-Willancourt, accompagna Saint Louis pendant la neuvième croisade. De son épouse Agnès de Fontaine, il laissa :
  - Jean Ier, seigneur de Tuncq et de Vitz-lès-Willancourt, qui suit.
  - Bernard, évêque d'Amiens de 1258 à 1278, qui fit achever la construction de la cathédrale.
- Jean Ier de Boubers-Abbeville, seigneur de Tuncq (ou Thun) et de la Mothe, père de :
  - Hugues, qui suit,
  - Pierre
  - Jean
  - Nicolas
- Hugues de Boubers-Abbeville, seigneur de Tuncq, de la Mothe et de Vitz-lès-Willancourt, père de :
- Guillaume de Boubers-Abbeville, mort en 1316, seigneur de Tuncq, de la Mothe, etc., père de :
- Hugues, dit Gadifer, cité en 1347, seigneur de Tuncq, de la Mothe, etc., père de :
  - Jean, qui suit
  - Rorgon, ou Ringoix
- Jean, vicomte de Bernâtre, seigneur de Tuncq, de la Mothe, etc., marié en 1360 à Mahaut de Reinneval, vicomtesse de Bernâtre, et père de :
  - Pierre, vicomte de Bernâtre, auteur d'un rameau qui prit le nom de Boubers-Abbeville-Tuncq et subsistant au XIXe siècle. Le nom s'éteignit avec Marie de Boubers-Abbeville, fille du marquis Adolphe de Boubers-Abbeville et de Elisabeth Bartholdi, et épouse du baron Charles Law de Lauriston. Ce dernier fut autorisé à relever le nom et les armes des Boubers-Abbeville et il devint le baron de Lauriston-Boubers, héritier de la Maison de Ponthieu, vicomtes de Bernâtre, marquis de Boubers et seigneurs d'Abbeville et de Tuncq, titres des descendants de Hugues Ier de Ponthieu et Gisèle de France, fille de Hugues Capet
  - Baudouin de Boubers, seigneur de Tuncq, auteur d'un rameau actuellement éteint

## Armes
Cri : Abbeville !